# Yordan Hernández
Yordan Alain Hernández Morejón (en búlgaro: Йордан Ернандес; La Habana, 12 de marzo de 1996) es un deportista cubano que compite por Bulgaria en boxeo.
En los Juegos Europeos de Cracovia 2023 consiguió una medalla de bronce en la categoría de +92 kg. Ganó una medalla de bronce en el Campeonato Europeo de Boxeo Aficionado de 2024, en la misma categoría.

## Palmarés internacional
| Representando a Bulgaria |                     |                   |           |
| Juegos Europeos          |                     |                   |           |
| Año                      | Lugar               | Medalla           | Categoría |
| 2023                     | Nowy Targ (Polonia) | Medalla de bronce | +92 kg    |
| Campeonato Europeo       |                     |                   |           |
| Año                      | Lugar               | Medalla           | Categoría |
| 2024                     | Belgrado (Serbia)   | Medalla de bronce | +92 kg    |